# Gran sello del estado de Wyoming
El gran sello del estado de Wyoming fue adoptado por la segunda legislatura en 1893, y revisado por la decimosexta legislatura en 1921.
Las dos fechas en el gran sello, 1869 y 1890, conmemoran la organización del gobierno territorial y la admisión de Wyoming a la Unión. La figura envuelta en el centro contiene un bastón de la que brota una pancarta con las palabras, "Equal Rights" ("Igualdad de Derechos"). El estandarte simboliza la situación política que las mujeres han disfrutado en Wyoming desde la aprobación de la enmienda sobre el sufragio territorial en 1869. Las figuras masculinas tipifican las industrias ganaderas y mineras del estado. El número 44 en la estrella de cinco puntas significa que Wyoming fue el cuadragésimo cuarto estado admitido en la Unión. Existen también dos columnas sobre las cuales hay dos lámparas donde arde la luz del conocimiento. En torno a las columnas hay dos rollos con las palabras petróleo, minería, ganadería y grano, cuatro de las principales industrias de Wyoming.
El sello del estado se muestra en vidrieras en los techos de la Casa de Wyoming, tanto en la Cámara de Representantes y en el Senado de la Cámara de Wyoming en la capital del estado. El sello también se incorpora en el diseño de la bandera del estado, que cuenta con un lugar destacado para el sello junto con la silueta de un bisonte americano.